# Uvaria goloensis
Uvaria goloensis är en kirimojaväxtart som beskrevs av Elmer Drew Merrill. Uvaria goloensis ingår i släktet Uvaria och familjen kirimojaväxter. Inga underarter finns listade i Catalogue of Life.